# Andreas Takvam
Andreas Takvam (ur. 4 czerwca 1993 w Fjell) – norweski siatkarz, reprezentant kraju, grający na pozycji środkowego. 
Jego ojciec Øyvind Takvam, to były reprezentant Norwegii w siatkówce.

## Kariera klubowa
| Kariera juniorska | Kariera juniorska                  | Kariera juniorska | Kariera juniorska | Kariera juniorska | Kariera juniorska | Kariera juniorska | Kariera juniorska | Kariera juniorska | Kariera juniorska | Kariera juniorska |
| ----------------- | ---------------------------------- | ----------------- | ----------------- | ----------------- | ----------------- | ----------------- | ----------------- | ----------------- | ----------------- | ----------------- |
| Lata              | Klub                               |                   |                   |                   |                   |                   |                   |                   |                   |                   |
| –2010             | Sotra                              |                   |                   |                   |                   |                   |                   |                   |                   |                   |
| Kariera seniorska |                                    |                   |                   |                   |                   |                   |                   |                   |                   |                   |
| Lata              | Klub                               |                   |                   |                   |                   |                   |                   |                   |                   |                   |
| 2010–2014         | Nyborg VBK                         |                   |                   |                   |                   |                   |                   |                   |                   |                   |
| 2014–2016         | Effector Kielce                    |                   |                   |                   |                   |                   |                   |                   |                   |                   |
| 2016–2019         | VfB Friedrichshafen                |                   |                   |                   |                   |                   |                   |                   |                   |                   |
| 2019–2023         | Ślepsk Malow Suwałki               |                   |                   |                   |                   |                   |                   |                   |                   |                   |
| 2023–             | Grupa Azoty ZAKSA Kędzierzyn-Koźle |                   |                   |                   |                   |                   |                   |                   |                   |                   |

## Sukcesy klubowe
Liga norweska:
- 2011, 2012, 2013, 2014

NEVZA:
- 2013
- 2012, 2014

Superpuchar Niemiec:
- 2016, 2017, 2018

Puchar Niemiec:
- 2017, 2018, 2019

Liga niemiecka:
- 2017, 2018, 2019

Superpuchar Polski:
- 2023[2]